# Cephalodella theodora
Cephalodella theodora är en hjuldjursart som beskrevs av Koch-Althaus 1961. Cephalodella theodora ingår i släktet Cephalodella och familjen Notommatidae. Inga underarter finns listade i Catalogue of Life.